# B-boy
Il termine B-boy indica originariamente un ballerino di break dance. Nel corso del tempo, il termine è stato usato nell'accezione più generale che include chiunque faccia parte dell'area della cultura hip hop. Il termine breaker, in origine un sinonimo, mantiene il significato iniziale, ed è stato coniato il termine b-girl per riferirsi alle ragazze.

## Etimologia
Il termine b-boy fu probabilmente coniato a New York nel 1969 da DJ Kool Herc. Durante le sue performance come DJ era solito urlare "b-boys go down!", con cui invitava i ballerini di breakdance ad iniziare. Il 1969 fu anche l'anno in cui James Brown registrò "Get on the Good Foot", una canzone che promosse una forma di ballo molto energica e acrobatica, e che, secondo Afrika Bambaataa, portò alla breakdance (Toop, 1991). Molti breaker oldschool preferiscono essere chiamati b-boy. "B-boy" era il termine originario che indicava i ballerini di strada, sebbene "breakdancer" o "breaker" sia oggi più comune, anche per essere stato frequentemente usato dai media. 

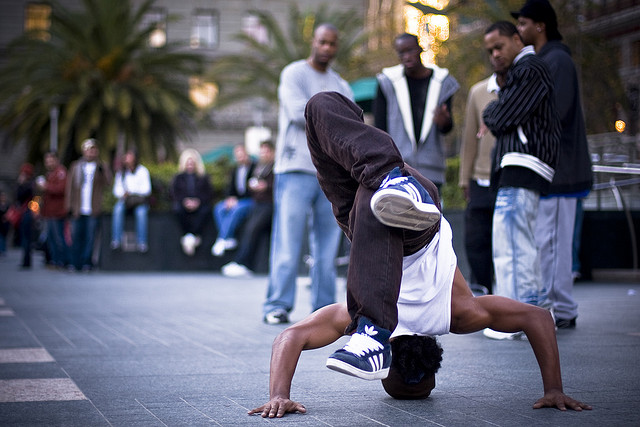
Un b-boy nell'esecuzione di una freeze per strada

B-boying potrebbe derivare dal termine africano "Boioing", riferito allo stile "saltato" (bouncing) che avevano i giovani afroamericani negli anni settanta; .In quel periodo inoltre, si era solito ballare con cappelli da neve che avevano la classica "pallina" di lana che saltellava continuamente durante il ballo.
La "B" in B-boy non ha un riferimento preciso. Può stare per "break","breakbeat", "bronx(ovverosia dove la break dance si affermò)', "boogie". Uno dei pionieri dell'hip hop come Dj Kool Herc, nel documentario The Freshest Kids (2001), dice che la "B" sta per "broke". Herc analizzava il fatto che lui e i suoi b-boys, fossero considerati "fuori di testa" (broke) poiché ripetevano lo stesso breaks e ci ballavano sopra.
Nel documentario The Freshest Kids, tuttavia, lo stesso DJ Kool Herc propose una diversa ipotesi sull'origine, suggerendo il rapporto tra il termine in slang break ed i complimenti alle qualità esplosive dei breaker. Inoltre lui e i suoi B-boys erano definiti "the boy who broke" (il ragazzo che era uscito di testa) poiché, comprando i dischi in doppia copia, passava da un disco all'altro ripetendo la stessa parte musicale, creando i primi Breakbeat.

### B-Girl
La b-girl è la controparte femminile del b-boy nella cultura hip hop. Il termine si riferisce specificamente ad una ragazza che pratica questo stile di ballo. Il termine è stato usato fin dagli inizi dell'hip hop, negli anni settanta. Alcune b-girls famose sono Bunny Lee (il primo membro femminile della Rock Steady Crew), Baby Love, Roc-a-fella. Asia-One.
L'attrice Debi Mazar iniziò la sua carriera come b-girl a New York prima di dedicarsi alla recitazione.
"B-girl" in gergo viene reputato errato come termine, sovente sentiamo nominare in alcune canzoni, come Freestyler dei Bomfunk MC's, fly girl, che è il termine con cui viene denominata la b-boy donna.

## Caratteristiche
Il B-boy, praticando una disciplina come la break dance a metà strada fra ballo e danza, non è da considerarsi propriamente un "semplice ballerino". Un b-boy anche quando non balla segue lo stile di vita del movimento hip hop. Inoltre quando è di fronte a una sfida egli diventa un "guerriero" e la componente aggressiva vale tanto quanto quella artistico/espressiva. Jeff Chang, nel suo libro "Can't Stop, Won't Stop", titola un capitolo dedicato allo sviluppo del breaking: "B-boying: style as aggression" (B-boying: stile come "aggressione"). Egli ipotizza che l'essere un B-boy, nei primi anni settanta, fosse l'evoluzione "non violenta" dell'essere membro di una gang.
In questo senso un breaker o b-boy (breaker boy) è un semplice "ballerino" di breakdance, che non segue la cultura hip hop, ma ne pratica solo una disciplina (la break dance).

## Filmografia
- 2002 - The Freshest Kids - From the Boogie Down Bronx and beyond, the history of the B-Boy (documentario)